# Papilio machaon
Papilio machaon là một loài bướm thuộc họ Bướm phượng (Papilionidae). Nó là loài điển hình của chi Papilio.

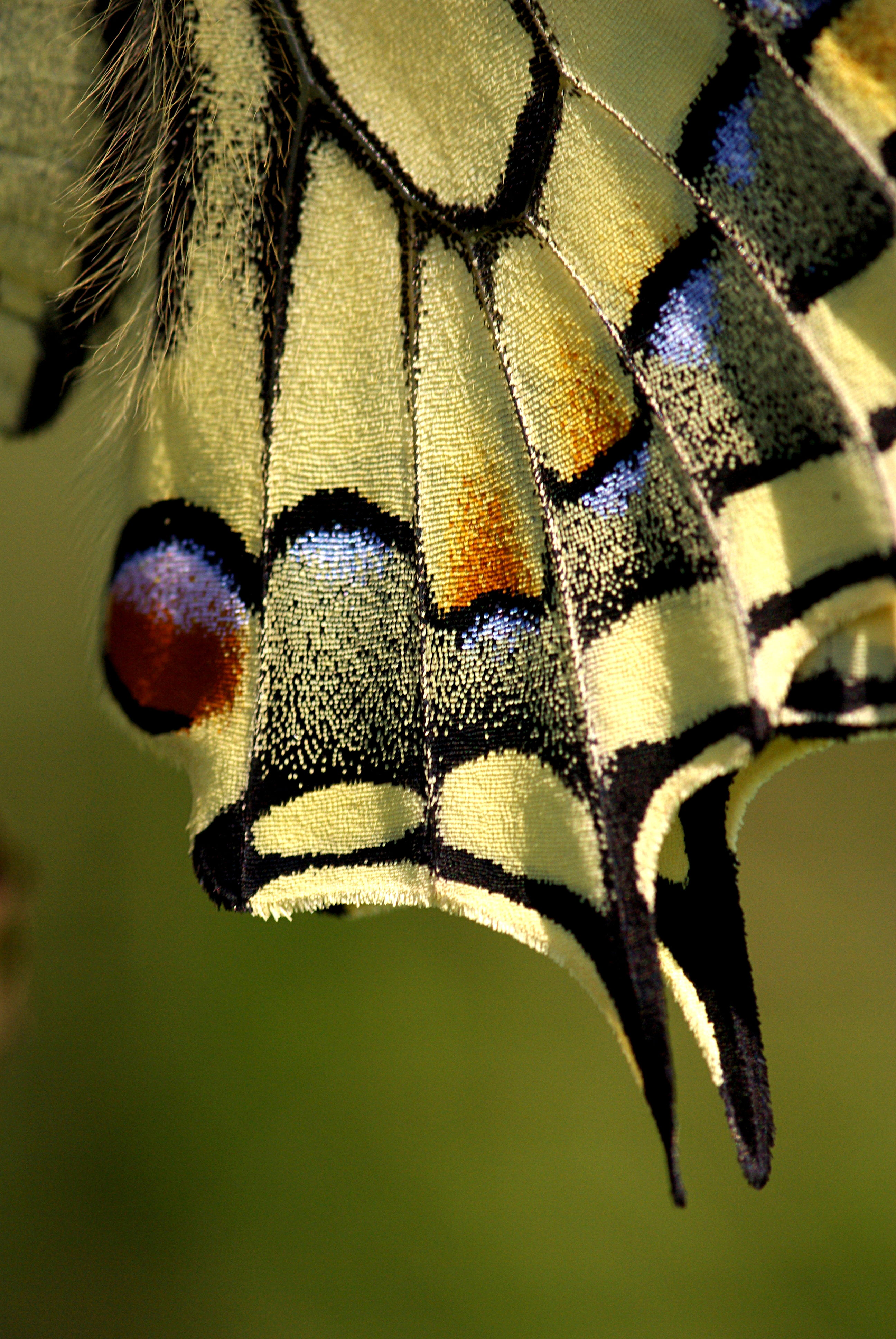

Thành trùng tiêu biểu có cánh màu vàng với các sọc vàng, sải cánh 65–86 milimét (2,6–3,4 in). Loài sống ở khu vực từ Nga tới Trung Quốc và Nhật Bản, (bao gồm cả dãy Himalaya và Đài Loan), và ngang qua Alaska, Canada và Hoa Kỳ.

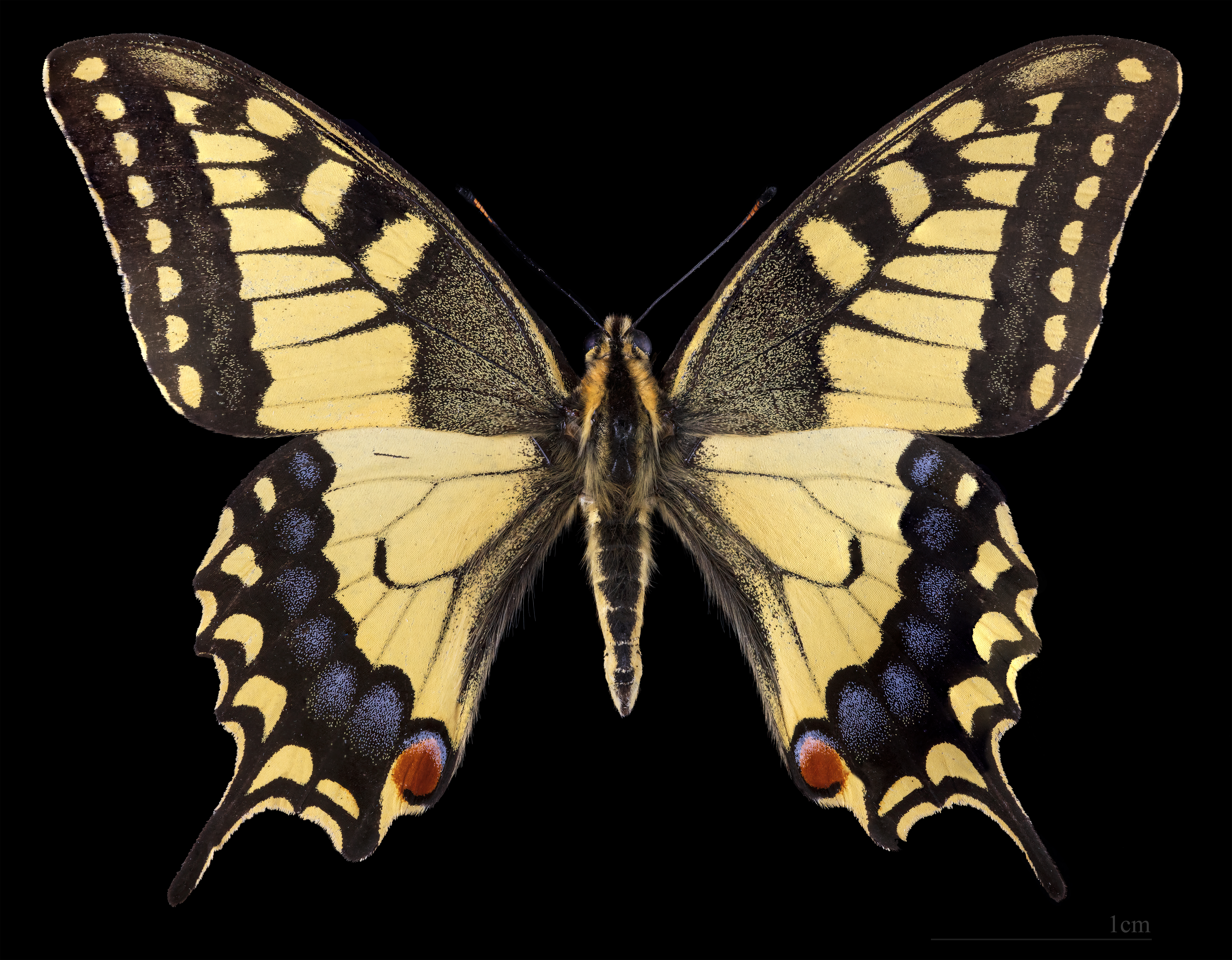
♂
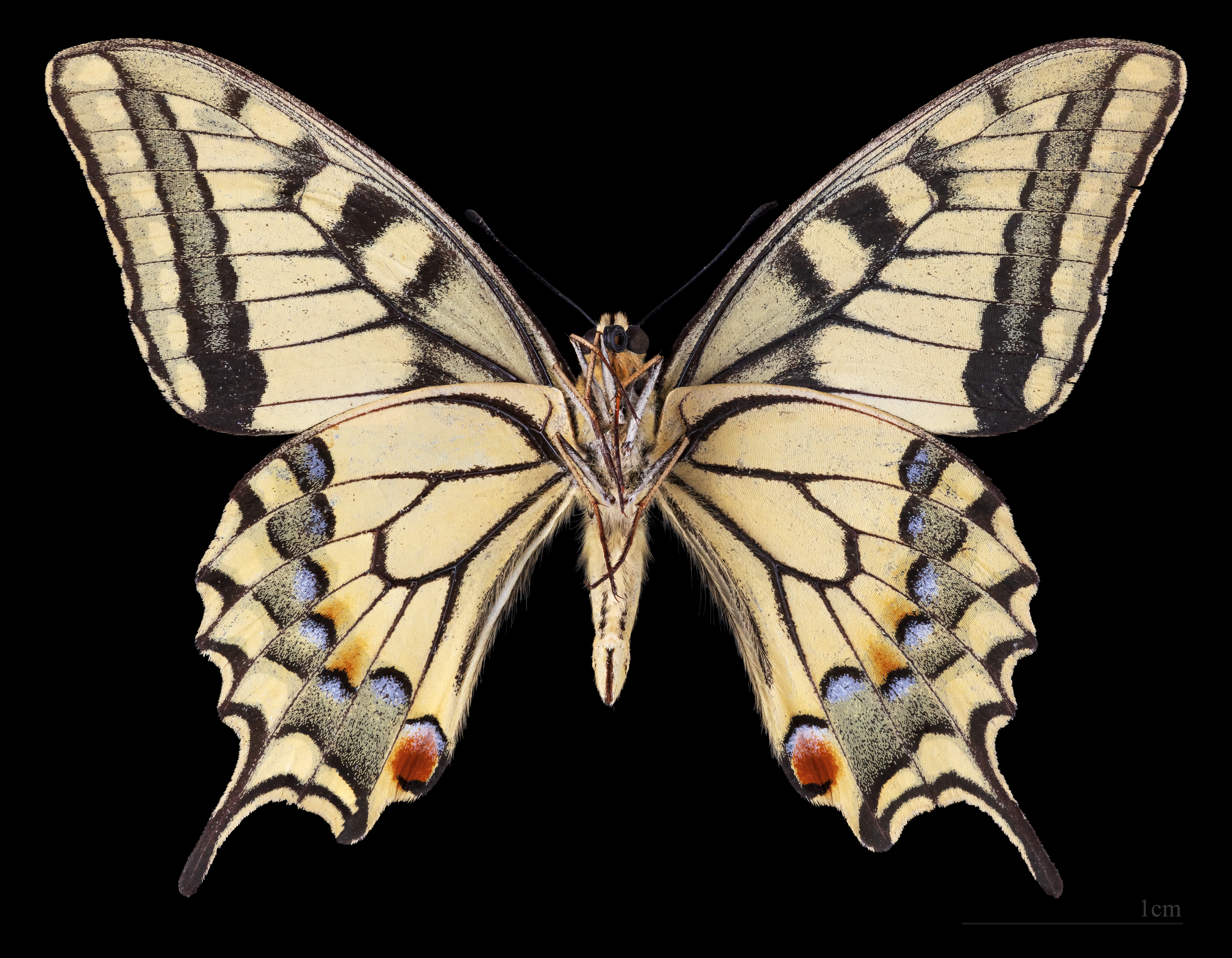
♂ △
♀

Ở châu Á, nó được báo cáo xa về phía nam tới Ả Rập Xê Út, Oman, vùng núi cao của Yemen, Liban và Israel. Ở miền nam châu Á, nó xuất hiện ở Pakistan và Kashmir, phía bắc Ấn Độ (Sikkim, tới Assam và Arunachal Pradesh), Nepal, Bhutan, và phía bắc Myanmar.

## Hình ảnh

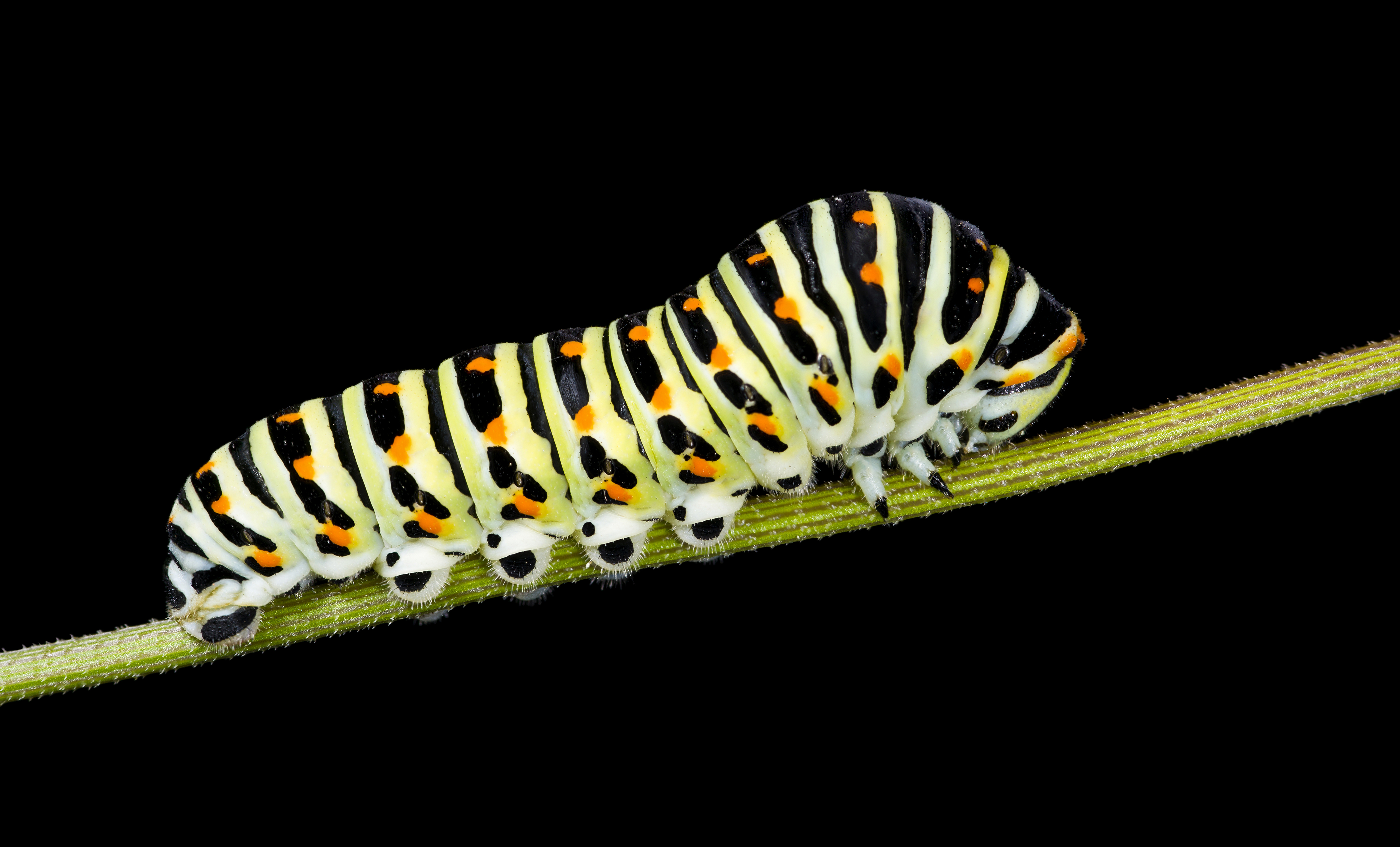
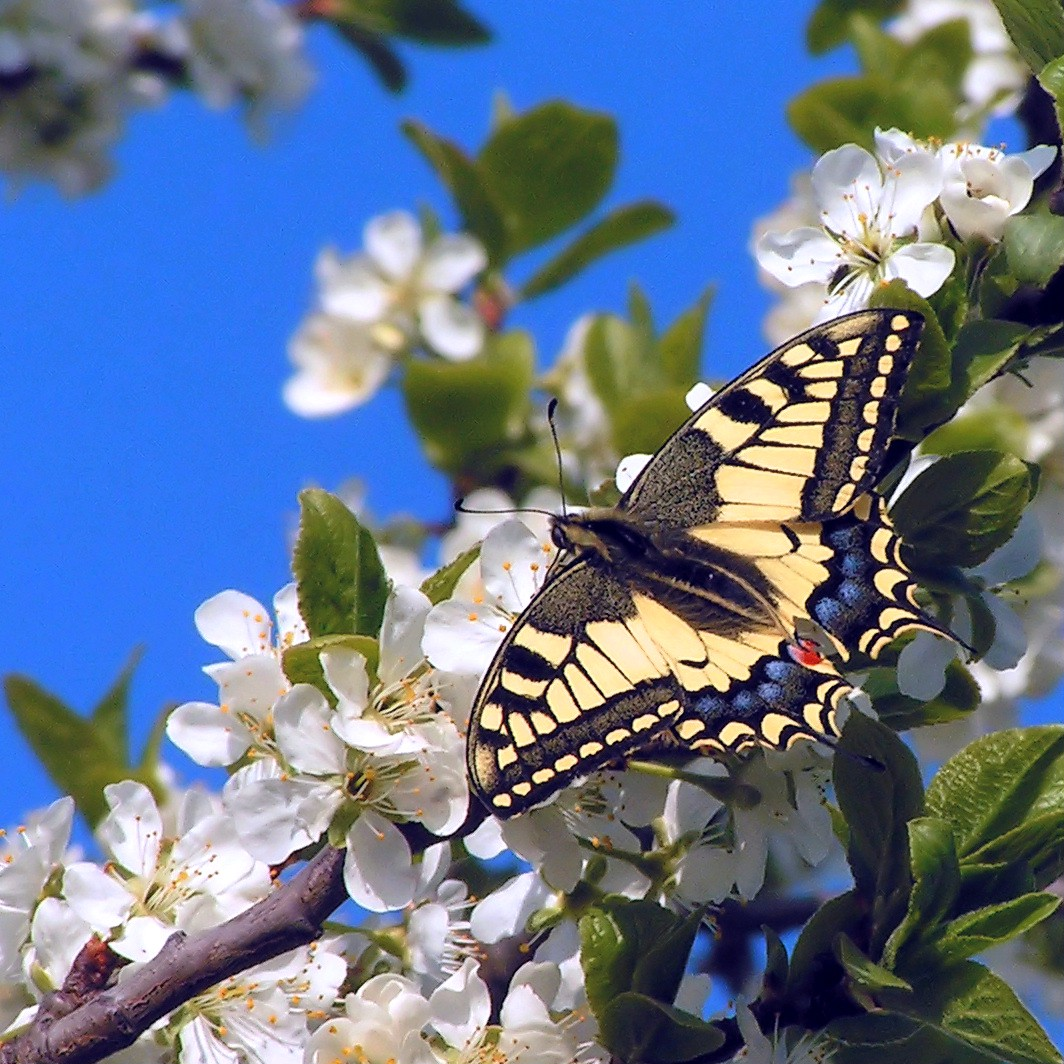
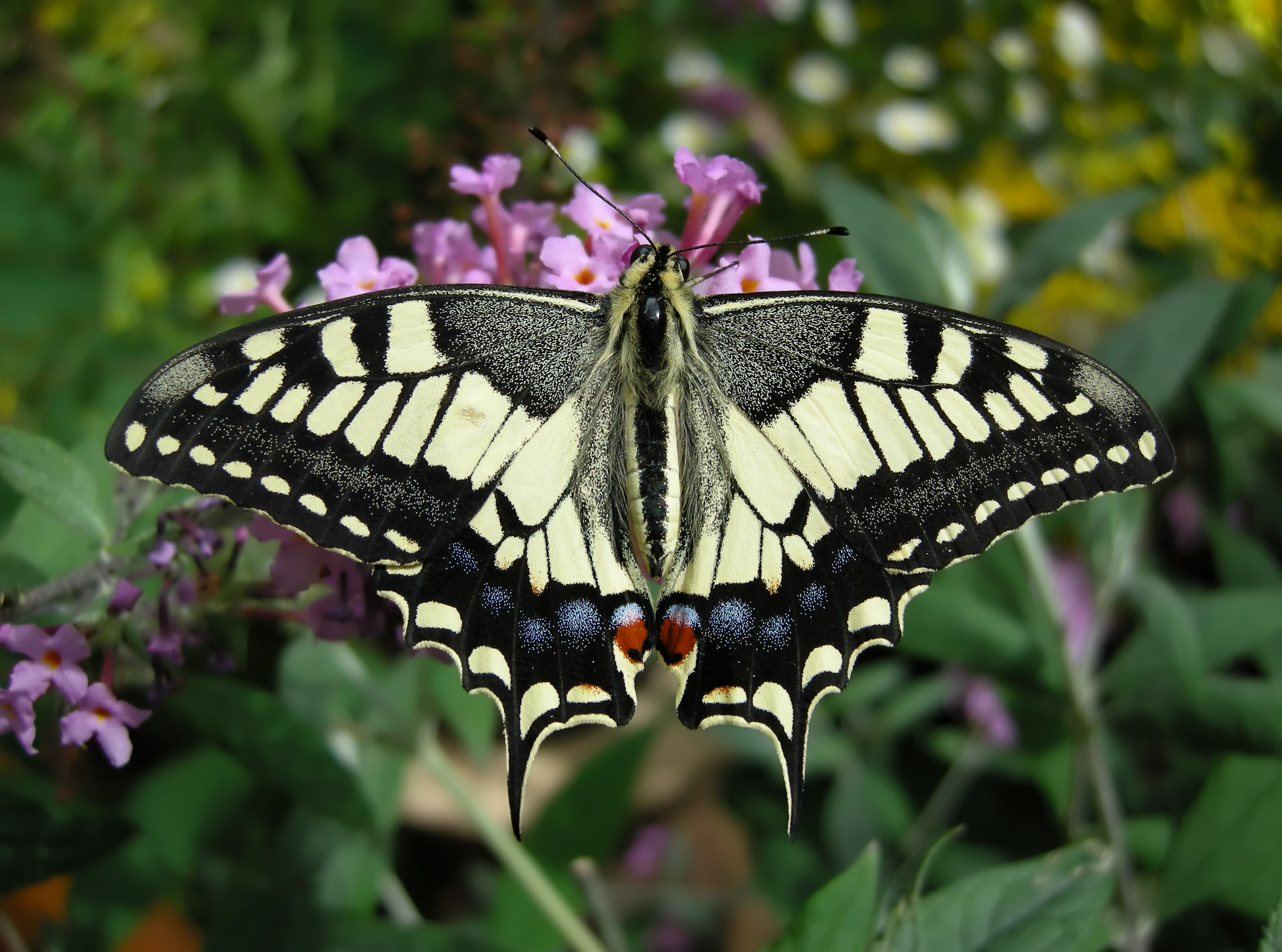